# St. Maria Goretti (Lippoldsberg)

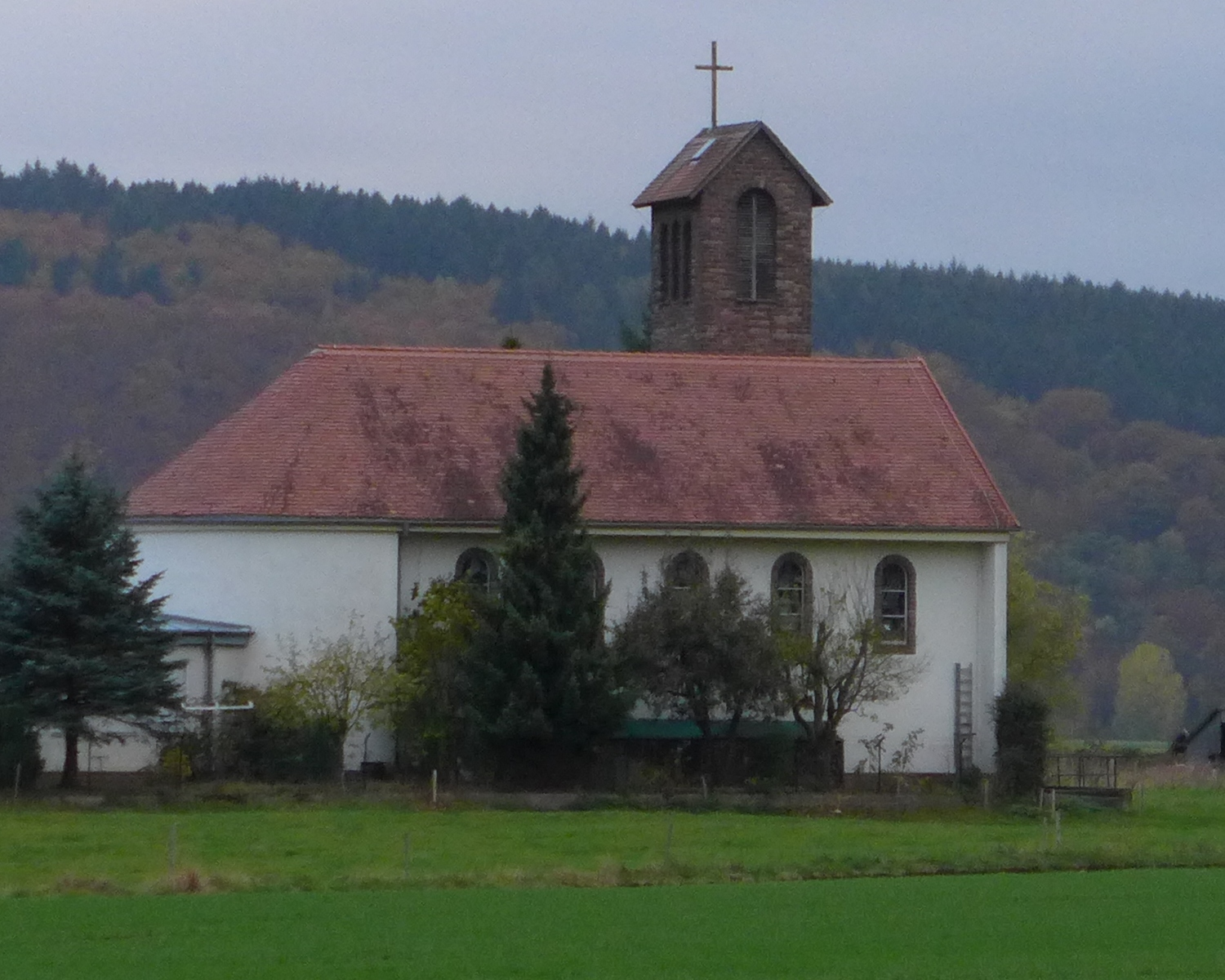
Kirche von Südosten

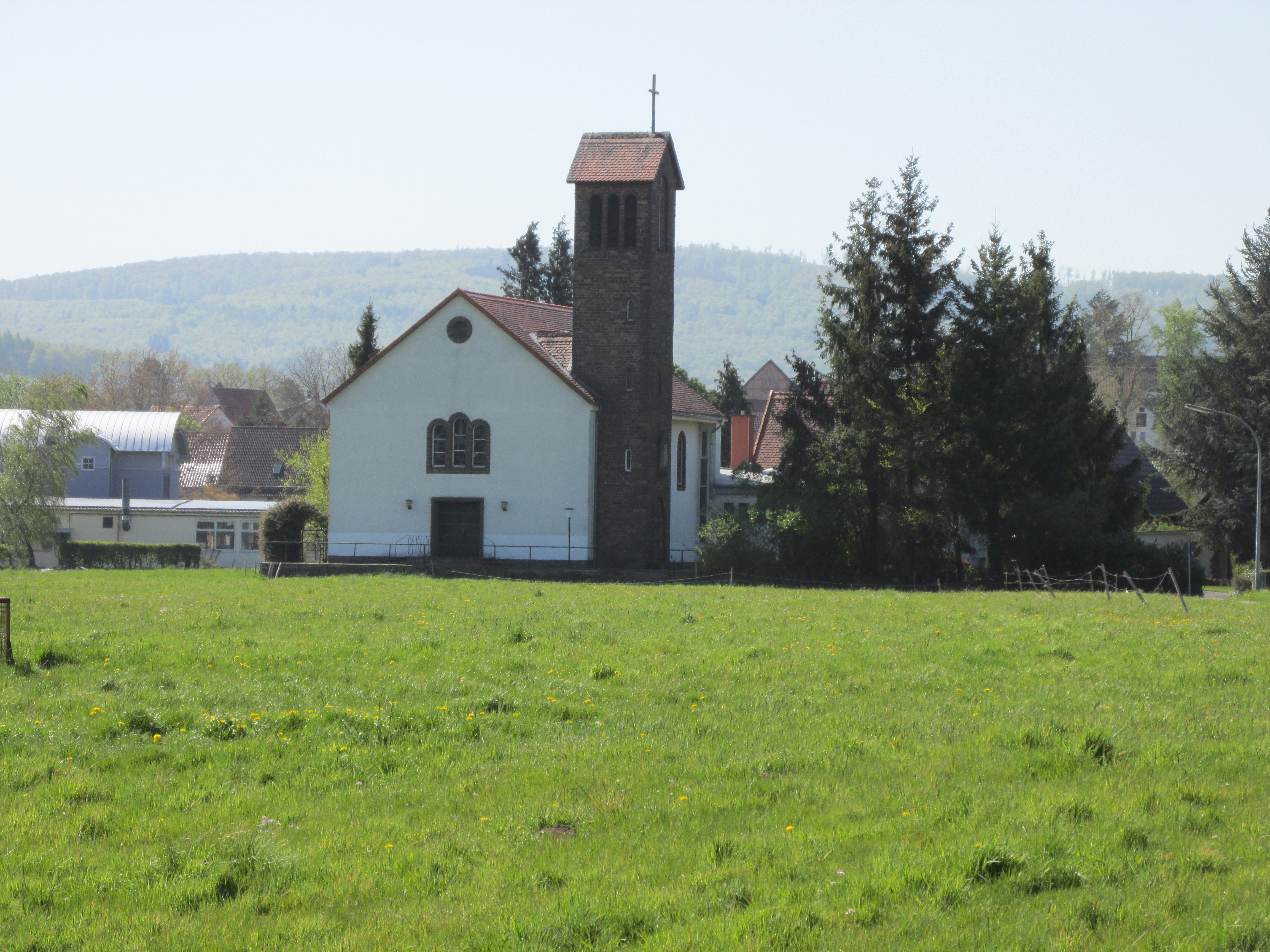
Kirche von Norden

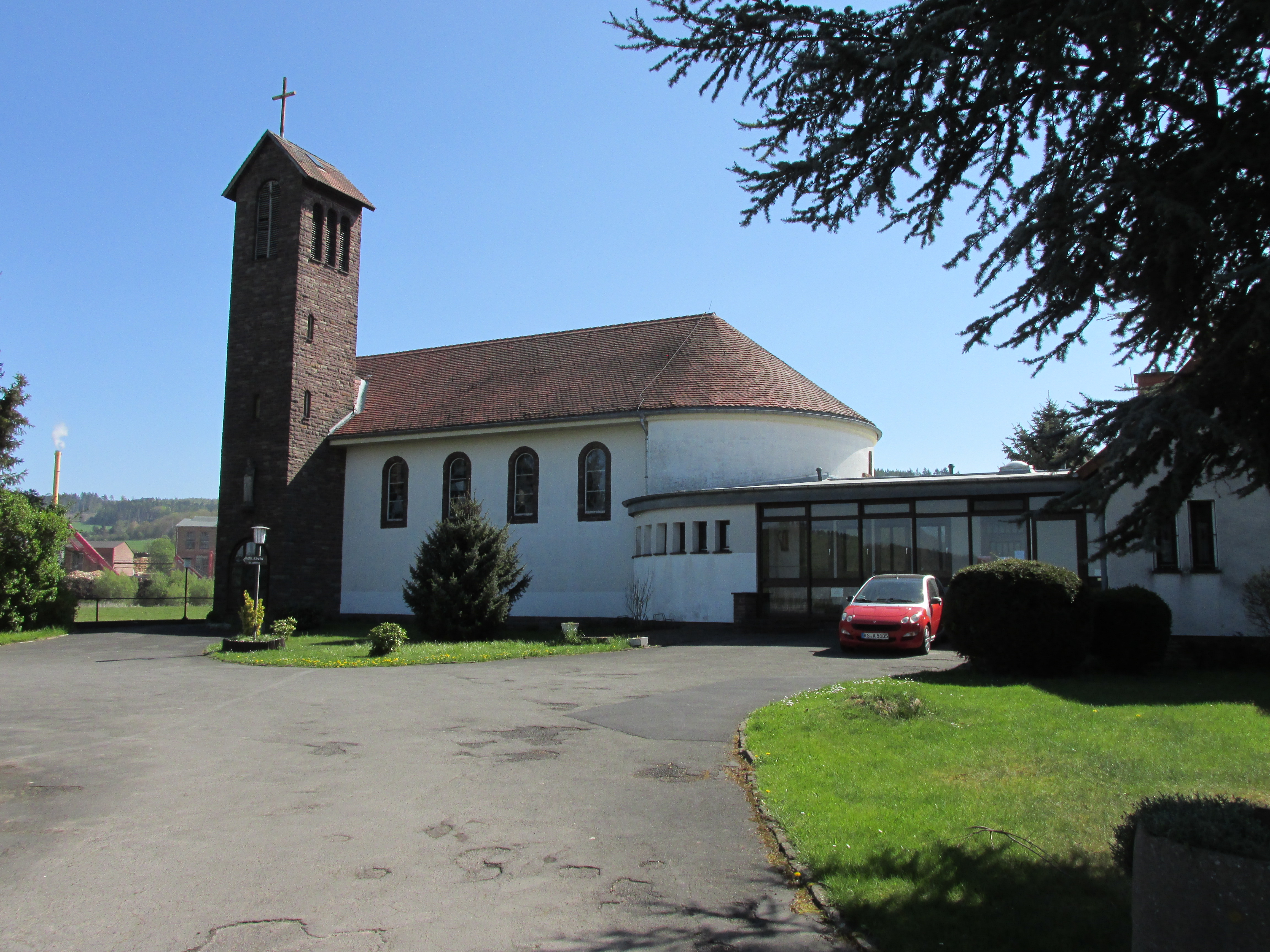
Kirche von Westen

Sankt Maria Goretti ist die katholische Kirche in Lippoldsberg, einem Ortsteil der Gemeinde Wesertal, im Landkreis Kassel in Hessen.

## Geschichte
In Folge des Zweiten Weltkriegs ließen sich auch im seit der Reformation überwiegend protestantisch geprägten Landkreis Hofgeismar katholische Flüchtlinge und Heimatvertriebene aus den Ostgebieten des Deutschen Reiches nieder, so dass sich in Lippoldsberg eine katholische Kirchengemeinde bildete.
Am 1. September 1957 wurde die von Josef Bieling entworfene und nach der heiligen Maria Goretti benannte Kirche eingeweiht. Das Gotteshaus befindet sich am nördlichen Ortsrand von Lippoldsberg, rund 150 Meter von der Weser entfernt, und hat die Adresse Vogtei 14.
Die Kirche steht nur rund 20 Meter von der Grenze der Bistümer Fulda und Hildesheim entfernt auf dem Gebiet des Bistums Fulda. Mit Hilfe des Bonifatiuswerkes wurde die Kirche auf dem Gebiet des Bistums Fulda erbaut, während sie vom Bischof des Bistums Hildesheim eingeweiht wurde. Die hier entstandene Kirchengemeinde Bodenfelde/Lippoldsberg gehörte bis Ende 2010 zu beiden Bistümern.
1988 wurde die Kirche in der vom Landesamt für Denkmalpflege Hessen herausgegebenen Denkmaltopographie aufgeführt.
Seit dem 1. Januar 2011 gehören die Katholiken aus dem Gemeindegebiet Bodenfelde zur Pfarrei St. Konrad von Parzham in Uslar, und damit zum Dekanat Nörten-Osterode des Bistums Hildesheim. Anlass zu dieser Ausgliederung seitens des Bistums Fulda war der Priestermangel im Bistum Fulda.
Seit dem 1. Oktober 2011 gehört die Kirche als Filialkirche zu der zu diesem Zeitpunkt neu gegründeten Pfarrei Heilig Geist Wesertal (zunächst Heilig Geist Oberweser-Wahlsburg) im bereits 2006 gegründeten Pastoralverbund St. Peter Hofgeismar-Weser-Diemel, und damit zum Dekanat Kassel-Hofgeismar im Bistum Fulda.
Das Einzugsgebiet der Pfarrei Heilig Geist Wesertal umfasst die Ortschaften Arenborn, Gewissenruh, Gieselwerder, Gottsbüren, Gottstreu, Heisebeck, Lippoldsberg, Oedelsheim und Vernawahlshausen. Pfarrkirche dieser Pfarrei ist die 1960 erbaute Kirche St. Johannes Nepomuk in Oedelsheim. In Gieselwerder befindet sich die 1970 erbaute Filialkirche Zum Guten Hirten, in Vernawahlshausen die 1966 erbaute Filialkirche Zur Heiligen Familie.
Zum Pastoralverbund St. Peter Hofgeismar-Weser-Diemel gehören die drei nördlichsten Kirchengemeinden des Bistums Fulda: Neben der Pfarrei Heilig Geist Wesertal auch die Pfarrei St. Peter Hofgeismar mit ihren beiden Filialkirchen St. Marien (ebenfalls in Hofgeismar) und St. Dominikus im Hofgeismarer Stadtteil Hümme. Eine weitere Filialkirche, St. Albert in Haueda, wurde 2018 profaniert. Sowie die Pfarrkuratie St. Michael Bad Karlshafen mit ihren beiden Filialkirchen St. Peter und Paul im Stadtteil Helmarshausen und Heilig Kreuz in Trendelburg.